# Melligomphus viridicostus
Melligomphus viridicostus is een echte libel (Anisoptera) uit de familie van de rombouten (Gomphidae).
De wetenschappelijke naam van de soort werd in 1926 als Lindenia viridicosta gepubliceerd door Kan Oguma.